# Monty Sunshine

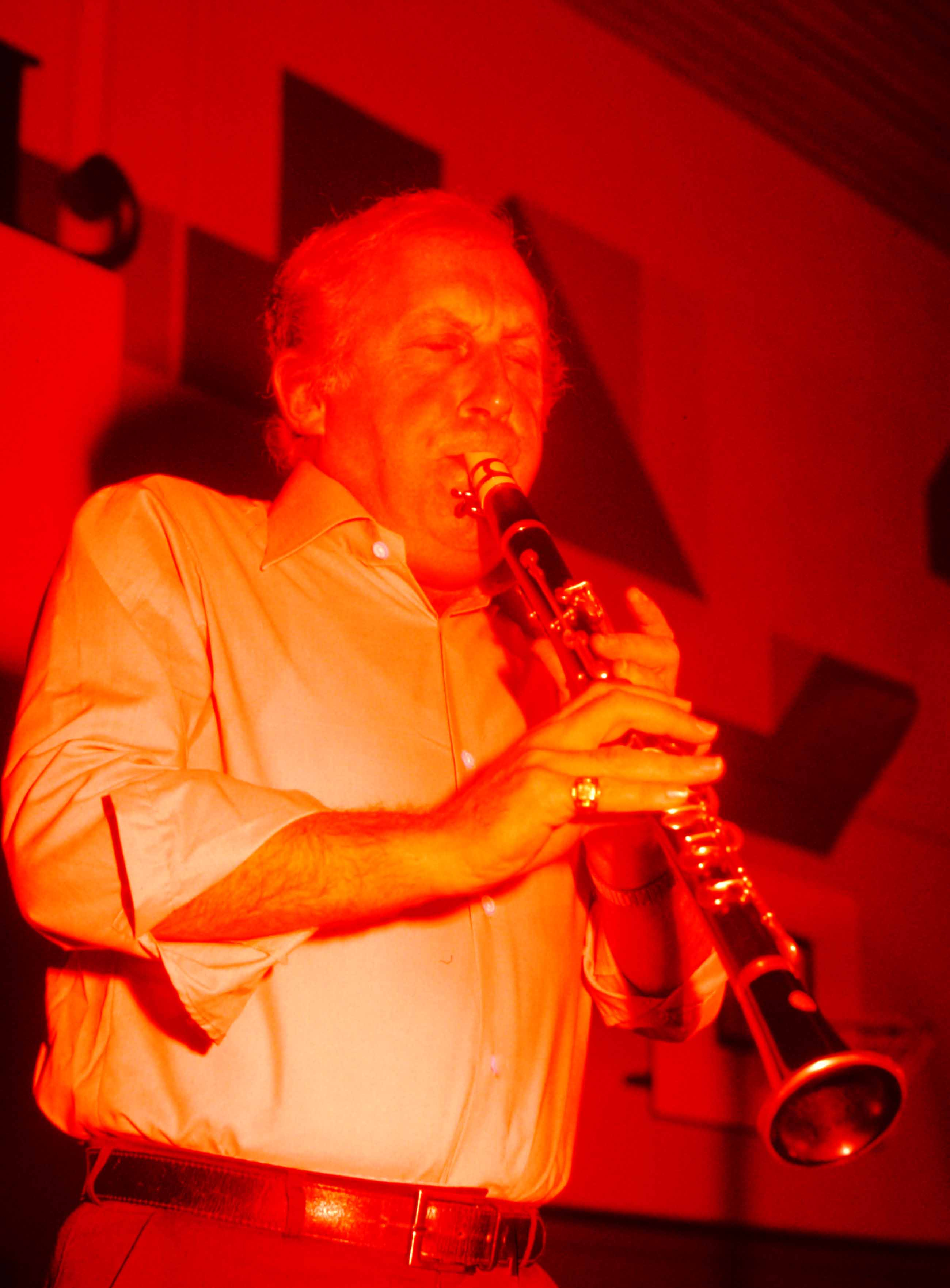
Monty Sunshine (Heiningen, Alemanha, 1976)

Monty Sunshine (Stepney, Londres, 9 de abril de 1928 – 30 de novembro de 2010) foi um clarinetista britânico, conhecido principalmente por sua interpretação instrumental de Petite Fleur, de Sidney Bechet, com a banda de Chris Barber, no qual vendeu mais de 1 milhão de cópias em 1959.